# Geoffrey Mutai
Geoffrey Kiprono Mutai (7 de outubro de 1981) é um fundista queniano, especializado em maratonas e provas de rua.
Vencedor de diversas provas entre os 10 km e a meia maratona, Mutai venceu as maratonas de Mônaco e de Eindhoven, na Holanda, antes de surpreender o mundo em abril de 2011, quando conquistou o título da tradicional Maratona de Boston, com o tempo de 2h03m02s. A marca, porém, permanecerá como não-oficial, sem poder ser registrada como recorde mundial pela IAAF, devido à peculiaridades do tradicional percurso (muitas descidas, ventos traseiros, corrida ponto-a-ponto), que colocam esta maratona fora das regras para a homologação de recordes de qualquer tipo nos livros da entidade.
Em 6 de novembro de 2011, Mutai venceu a Maratona de Nova York, quebrando um recorde de dez anos de duração no percurso, com a marca de 2h05m05s.
A 30 de setembro de 2012, Mutai venceu a Maratona de Berlim, tendo feito a melhor marca mundial do ano 2h04m15s.

Na época 2011/2012 Geoffrey Mutai venceu o World Marathon Majors.Na época 2012/2013 venceu novamente a Maratona de Nova Iorque.